# William Haughey, Baron Haughey

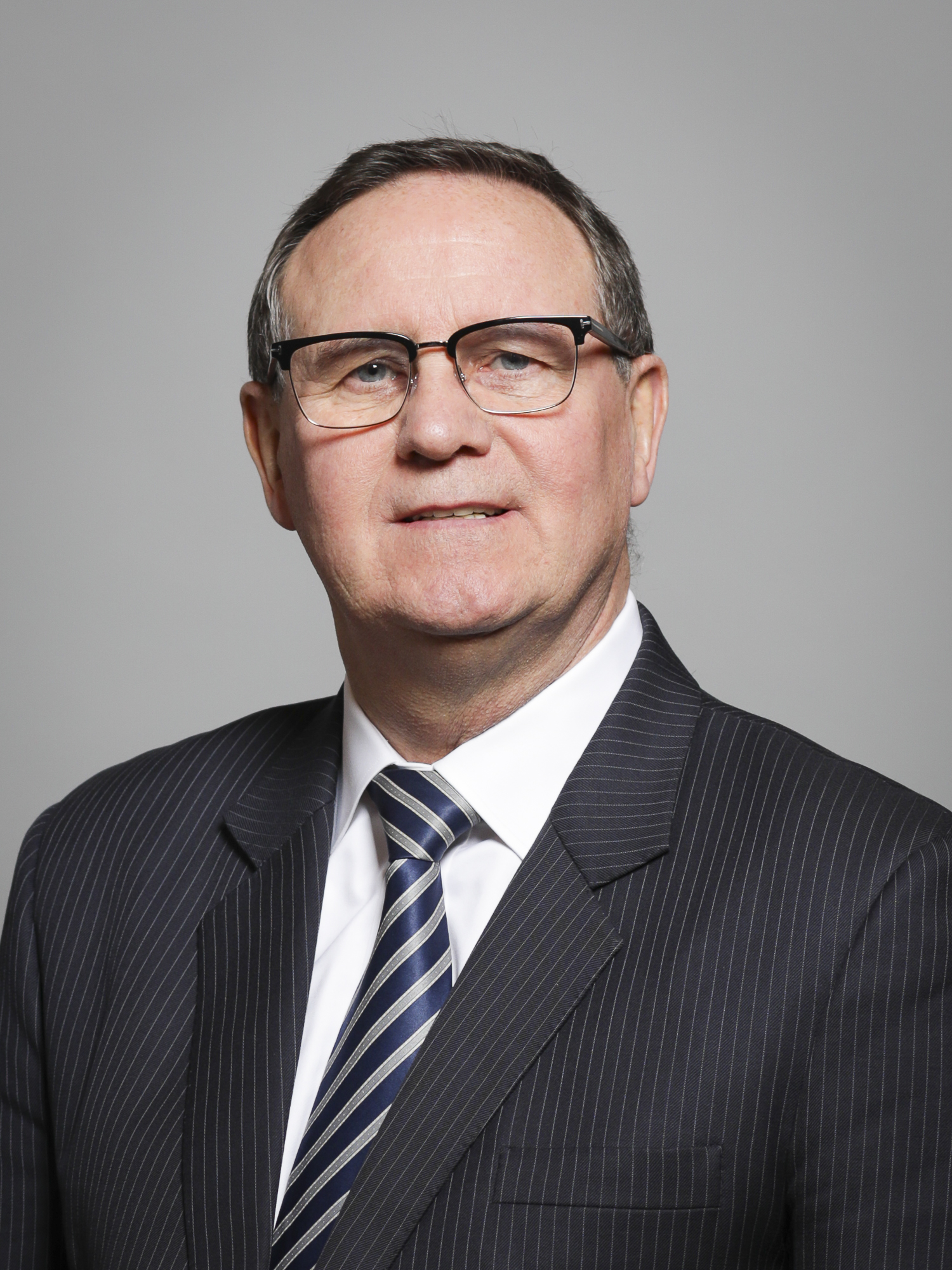
William Haughey, Baron Haughey

William Haughey, Baron Haughey Kt, OBE, (* 2. Juli 1956 in Glasgow) ist ein schottischer Geschäftsmann, Philanthrop und Chairman der City Refrigeration Holdings. Er war früher Non-executive Director des Celtic Football Club und unterzeichnete 1997 einen Vertrag mit ASDA für die Wartung der Kühlanlagen in deren landesweiten Niederlassungen.

## Leben
Er heiratete 1985 Susan Haughey, geb. Moore, und hat mit ihr eine Tochter, Kenny Haughey. Er gründete 1985 zusammen mit seiner Ehegattin City Refrigeration, einen Kühlgeräte-Hersteller mit Zentrale in Gorbals, Glasgow.
Willie Haughey hat in den letzten 5 Jahren über 5.000.000 £ an gemeinnützige Vereine gespendet. Im Januar 2011 übergab er einen Scheck von 100,000 £ an den UNICEF-Ambassador Sir Alex Ferguson, um Kindern in überfluteten Regionen Pakistans zu helfen. Allein im Jahr 2010 spendete er mehr als 1.300.000 £.
Haughey wurde im Zusammenhang mit dem Rücktritt von Steven Purcell in mehreren Zeitungsberichten genannt. In der Sunday Times Rich List von 2010 wurde sein Vermögen auf 150.000.000 £, über 175.000.000 € (Stand Jan. 2020), geschätzt.
Haughey wurde 2003 als Officer des Order of the British Empire ausgezeichnet und bei den Birthday Honours von 2012 wegen seiner Verdienste für die Wirtschaft und für gemeinnützige Gesellschaften zum Knight Bachelor geschlagen. Am 1. August 2013 wurde bekannt, dass er als Labour Peer im House of Lords sitzen solle. Am 18. September 2013 wurde er mit dem Titel Baron Haughey, of Hutchesontown in the City of Glasgow, zum Life Peer erhoben.
2005 wurde ihm die Ehrendoktorwürde (Honorary Doctor of Technology) der Glasgow Caledonian University verliehen.